# Powiat de Brzesko
Le powiat de Brzesko (en polonais, powiat brzeski) est un powiat appartenant à la voïvodie de Petite-Pologne dans le sud de la Pologne.

## Division administrative
Le powiat de Brzesko comprend 7 communes (gmina) :
- 2 communes urbaines-rurales : Brzesko, Czchów ;
- 5 communes rurales : Borzęcin, Dębno, Gnojnik, Iwkowa et Szczurowa.